# شيركاج (بايين خيابان ليتكوة)
شیرکاج (بالفارسية: شیرکاج) هي قرية تقع في إيران في قسم بایین خیابان لیتکوة الريفي. يقدر عدد سكانها بـ 129 نسمة بحسب إحصاء 2016.